# Tretjärnarna (Töre socken, Norrbotten)
Tretjärnarna är en sjö i Kalix kommun i Norrbotten och ingår i Kalixälven-Töreälvens kustområde.